# Solon
Solon (640. pr. Kr. – 560. pr. Kr.) bio je veliki atenski političar, zakonodavac i pjesnik. 
Zbog svestranog obrazovanja ubrajali su ga među sedmoricu grčkih mudraca. Potječe iz vrlo bogate atenske obitelji. U mlađim danima bio je poznat kao pjesnik. Karijeru je započeo kao trgovački putnik. Godine 594. pr. Kr. izabran je za arhonta i dobio ovlasti da u Ateni provede nužne društvene i agrarne reforme. Oslobodio je seljake od tradicionalne vezanosti za zemlju, ukinuo je hipotekarne dugove te ropstvo zbog dugova. Uveo je maksimum za zemljišni posjed, a građane je podijelio u klase prema visini prihoda od poljoprivrede. Opseg političkih prava i dužnosti građana odredio je također prema visini tog prihoda. Tom su reformom ostali bez političkih prava bezemljaši te naseljeni stranci i robovi. Solon je također normirao život građana uvođenjem porodičnog i krivičnog prava te zaštitom poljodjelstva i zabranom luksuza. Uveo je i organizirani odgoj mladeži. 
Nakon što su se građani zakleli da za njegove odsutnosti neće mijenjati njegove reforme, uputio se 571. pr. Kr. na desetogodišnje putovanje po zemljama Bliskog istoka (Mala Azija, Cipar i Egipat). U Egiptu je posjetio hram u Heliopolisu i Saisu, velikom gradu i tadašnjoj egipatskoj metropoli u zapadnom području Delte. Nakon povratka u Atenu 561. pr. Kr. Solon nije uspio spriječiti da se Pizistrat nametne kao tiranin, pa se - poštovan od sviju – povukao iz javnog života. Solon se ubraja među najstarije poznate grčke pjesnike. Do danas su sačuvani samo fragmenti njegovih elegija, dok su izgubljena njegova putopisna djela, među kojima se – prema Plutarhovu zapisu – nalazila i nedovršena priča o Atlantidi.